# Planète PME
Planète PME est un événement destiné aux dirigeants de TPE et PME françaises. Il est organisé chaque année depuis 2003 par l’organisation patronale CGPME et regroupe entre 10 000 et 15 000 participants.

## Éditions
- 18 octobre 2016 (Palais Brongniart)
- 20 juin 2015
- 16 juin 2014
- 18 juin 2013
- 28 juin 2012
- 16 juin 2011
- 15 juin 2010
- 16 juin 2009
- 3 juin 2008 (à Marseille)
- 13 juin 2007
- 13 juin 2006
- 14 juin 2005
- 30 juin 2004
- 12 juin 2003